# Pirouette (équitation)
Pour les articles homonymes, voir Pirouette.
Une pirouette est une figure de dressage du cheval, au cours de laquelle l'animal effectue un tour complet autour des hanches avant de reprendre sa marche en avant, dans la direction et à l'allure qu'il suivait précédemment.
Les pirouettes peuvent être effectuées au pas, au galop et au piaffer. La demi-pirouette, lors de laquelle le cheval exécute un demi-tour et non un tour complet, est aussi considérée une figure préparatoire à la pirouette.
Une pirouette est bien exécutée si le cheval demeure léger et rond. Elle ne peut être bien faite sans préparation progressive et soignée.
En compétition, les pirouettes sont exécutées au pas et au galop, les pirouettes au piaffer et les doubles pirouettes (le cheval exécute deux pirouettes au galop à la suite) étant présentées dans les seules RLM. La pirouette au galop est requise dans les compétitions de haut niveau, à partir du niveau Pro 2. La demi-pirouette au galop figure dans des reprises Pro 3 et Amateur Elite.

## Pirouette et demi-pirouette au pas
Lors de la pirouette, l'avant-main du cheval décrit un cercle autour de l'arrière-main, le postérieur interne fait pivot et le postérieur externe tourne autour de lui. Pour exécuter ce mouvement, le cheval doit avoir un minimum de rassembler et de souplesse.
Elle peut être obtenue à partir d'un mouvement de hanches en dedans sur le cercle de plus en plus serré. La jambe intérieure reçoit et le cheval est rond sur la rêne extérieure, les jambes prédominent dans la rotation des hanches, tandis que la main et l'assiette entraînent les épaules. Le cavalier doit alors veiller à ce que le cheval ne recule pas. Le cheval qui s'accule est le plus grave, mais aussi le plus fréquent défaut d'une pirouette mal exécutée.
La demi-pirouette peut être définie comme la dernière expression de la demi-volte. Le cheval exécute un demi-tour parfait autour des hanches, sans modification de la cadence ni d'altération de son rassembler. Le postérieur interne fait pivot et les épaules décrivent un demi-cercle autour des hanches sans marquer de temps d'arrêt et pas à pas. Le postérieur pivot se lève et se repose dans sa trace, sans se déplacer ni reculer. Dans les premiers temps, la demi-pirouette peut être exécutée le long du mur afin que le  cheval ne puisse pas déraper vers l'extérieur.
Ces exercices préparent les chevaux aux exercices sur deux pistes. Il est nécessaire de les faire suivre de mouvements vers l'avant car ils sont statiques et prennent sur l'impulsion. Le cheval doit rester droit, sa nuque étant le point le plus haut et le contact avec la main moelleux. Le cavalier doit ressentir un léger abaissement.
Ils permettent de juger de la légèreté de l'avant-main, de la souplesse des épaule et de la soumission des hanches. Ils mobilisent les épaules d'un côté et de l'autre, et sont indispensables pour pouvoir ensuite aborder la pirouette au galop, mais il ne faut jamais oublier que ce sont des mouvements contraignants (et non sans danger pour les jarrets des jeunes chevaux) dont il ne faut donc pas abuser.

## Pirouette et demi-pirouette renversée au pas
La pirouette renversée est un mouvement de dressage dans lequel le cheval exécute un tour complet autour des épaules. Elle est plus facile à exécuter que la pirouette autour des hanches car il est plus difficile de déplacer les épaules autour des hanches que les hanches autour des épaules. 
Dans une demi-pirouette renversée, le cheval exécute un demi-tour sur les épaules. Les hanches pivotent autour d'un antérieur qui forme pivot. Le déplacement des hanches est demandé par la jambe intérieure, la jambe extérieure conservant l'impulsion, les mains l'attitude.
Ces mouvements sont exécutés seulement au pas.
Ces exercices préparent les chevaux aux exercices sur deux pistes ; ils permettent de juger de l'agilité des hanches et l'obéissance à la jambe isolée.

## Pirouette et demi-pirouette au galop
Ce mouvement est effectué au galop rassemblé, en six à huit battues égales et cadencées (trois à quatre pour la demi-pirouette). Il n'est exécuté que sur des chevaux maîtrisant correctement la pirouette au pas.
En élevant ses épaules, le cheval effectue une rotation autour des hanches qui s'abaissent. Les foulées sont très rassemblées et rebondissantes. L'avant-main doit être extrêmement légère. Le cheval tourne sur un petit rayon autour de son postérieur intérieur qui marque la cadence du galop.
La pirouette au galop doit être effectuée avec un cheval déjà très bien rassemblé dans son galop qui est capable de ralentir sa cadence en pliant ses articulations tout en conservant son activité et l'énergie des postérieurs. Il ne doit ni ralentir, ni raccourcir sa foulée. Le cavalier doit appuyer tout le temps de la pirouette pour éviter que le cheval ne se jette en dedans et se soustrait à l'exercice.
Une pirouette au galop est réussie quand elle est effectuée dans la lenteur, mais avec la cadence du galop. C'est la résultante d'un haut degré de rassembler, de la régularité et de l'ampleur de la rotation des épaules.

## Pirouette au piaffer
Cet air exprime l'adresse d'un cheval fin et équilibré et le talent de son cavalier.
Il s'obtient à partir du piaffer en ligne droite, en attirant doucement l'avant-main vers l'intérieur par des mains douces et un soutien de la jambe extérieure.

## Pirouette dans les compétitions internationales de dressage
La pirouette (demi-pirouette) est un tour de trois cent soixante (cent quatre vingt) degrés exécuté sur deux pistes, d'un rayon égal à la longueur du cheval, l'avant-main tournant autour des hanches. Les pirouettes (demi-pirouettes) sont généralement effectuées au pas ou au galop, mais peuvent également être exécutées au piaffer. Dans la pirouette (demi-pirouette), les antérieurs et le postérieur extérieur tournent autour du postérieur intérieur qui décrit un cercle aussi petit que possible.
Quel que soit l'allure d'exécution de la pirouette (demi-pirouette), le cheval, légèrement courbé dans la direction dans laquelle il tourne, reste «sur la main» avec un léger contact, tournant sans à-coups, tout en maintenant la cadence et le rythme. La nuque reste le point le plus haut pendant tout le mouvement. Pendant les pirouettes (demi-pirouettes), le cheval doit maintenir son activité (y compris au pas) et ne jamais se déplacer en arrière ou sur le côté.
Lors de l'exécution de la pirouette ou la demi-pirouette en galop, le cavalier doit maintenir la légèreté du cheval tout en accentuant le rassembler. Les membres postérieurs du cheval sont bien engagés, les hanches abaissées, montrant une bonne flexion des articulations. La qualité des foulées avant et après la pirouette fait partie intégrante du mouvement. Les foulées doivent être plus actives et le rassembler accentué avant la pirouette, enfin l'équilibre doit être maintenu à la fin de la pirouette.
Les objectifs de la pirouette et de la demi-pirouette au galop sont de démontrer la volonté du cheval de tourner autour du postérieur intérieur sur un petit rayon, légèrement incurvé dans le sens du mouvement, tout en maintenant l'activité et l'aisance du galop, la rectitude et l'équilibre avant et après la figure, ainsi que des foulées nettes de galop pendant le mouvement. Dans la pirouette ou demi-pirouette au galop, les juges devraient être capables de reconnaître une véritable foulée de galop, même si les pieds antérieurs et postérieurs de la diagonale ne touchent pas le sol simultanément (comme dans le galop en ligne droite).
La qualité des pirouettes (demi-pirouettes) est jugée sur sa souplesse, sa légèreté et sa régularité, ainsi que sur la précision et la finesse de l'entrée et de la sortie. Les pirouettes (demi-pirouettes) au galop doivent être exécutées en six à huit foulées - pour les pirouettes complètes - et trois à quatre foulées - pour les demi-pirouettes.
Des demi-pirouettes au pas sont exécutées au pas rassemblé, le rassembler étant maintenu tout au long de l'exercice. Lorsque le cheval quitte la demi-pirouette, il revient sur la piste initiale sans croiser les postérieurs.
En compétition, pour les jeunes chevaux qui ne sont toujours pas en mesure de marcher au pas rassemblé, il est demandé dans certaines épreuves d'effectuer un « tour autour des hanches au pas », exercice visant à préparer le cheval au rassembler.  Le «tour autour des hanches» est exécuté au pas moyen et est préparé par des demi-arrêts pour raccourcir légèrement les foulées et améliorer la flexion les articulations de l'arrière-main. Le cheval ne s’arrête ni avant ni après le mouvement. Cet exercice peut être exécuté sur un rayon plus large (environ ½ m) que la pirouette au pas, mais les exigences concernant le rythme, le contact, l’activité et la rectitude sont les mêmes. Pour maintenir l'impulsion, un ou deux pas vers l'avant au début du mouvement sont autorisés.
Les cavaliers peuvent exécuter des doubles pirouettes (le cheval exécute deux pirouettes au galop à la suite) et des pirouettes au piaffer dans les seules RLM. La pirouette au galop figure dans les seules reprises des compétitions de haut niveau, à partir du niveau Pro 2. La demi-pirouette au galop figure dans des reprises Pro 3 et Amateur Elite.